# Lệ Thành
Lệ Thành (tiếng Trung: 荔城区, Hán Việt: Lệ Thành khu) Là một quận của thành phố Bồ Điền (莆田市), tỉnh Phúc Kiến, Cộng hòa Nhân dân Trung Hoa. Quận này có diện tích 269,66 km2, dân số 463.800 người. Quận Lệ Thành có 2 nhai đạo, 4 trấn. Các đơn vị này lại được chia ra thành 118 ủy ban thôn, 12 ủy ban cư.